# Dolomedes mendigoetmopasi
Espèce
Dolomedes mendigoetmopasi est une espèce d'araignées aranéomorphes de la famille des Dolomedidae.

## Distribution
Cette espèce est endémique de Luçon aux Philippines,. Elle se rencontre vers Manille.

## Description
La femelle holotype mesure 15,05 mm et le mâle paratype 11,70 mm.

## Systématique et taxinomie
Cette espèce a été décrite par Barrion en 1995.

## Étymologie
Cette espèce est nommée en l'honneur d'Andrea Santos-Mendigo et T. Mopas.

## Publication originale
- Barrion, 1995 : « A new species of fishing spider Dolomedes Latreille 1804 (Araneae: Pisauridae) from the Philippines. » Asia Life Sciences, vol. 4, p. 63-69.